# Linum australe
Linum australe är en linväxtart som beskrevs av A. A. Heller. Linum australe ingår i släktet linsläktet, och familjen linväxter. Utöver nominatformen finns också underarten L. a. glandulosum.

## Bildgalleri

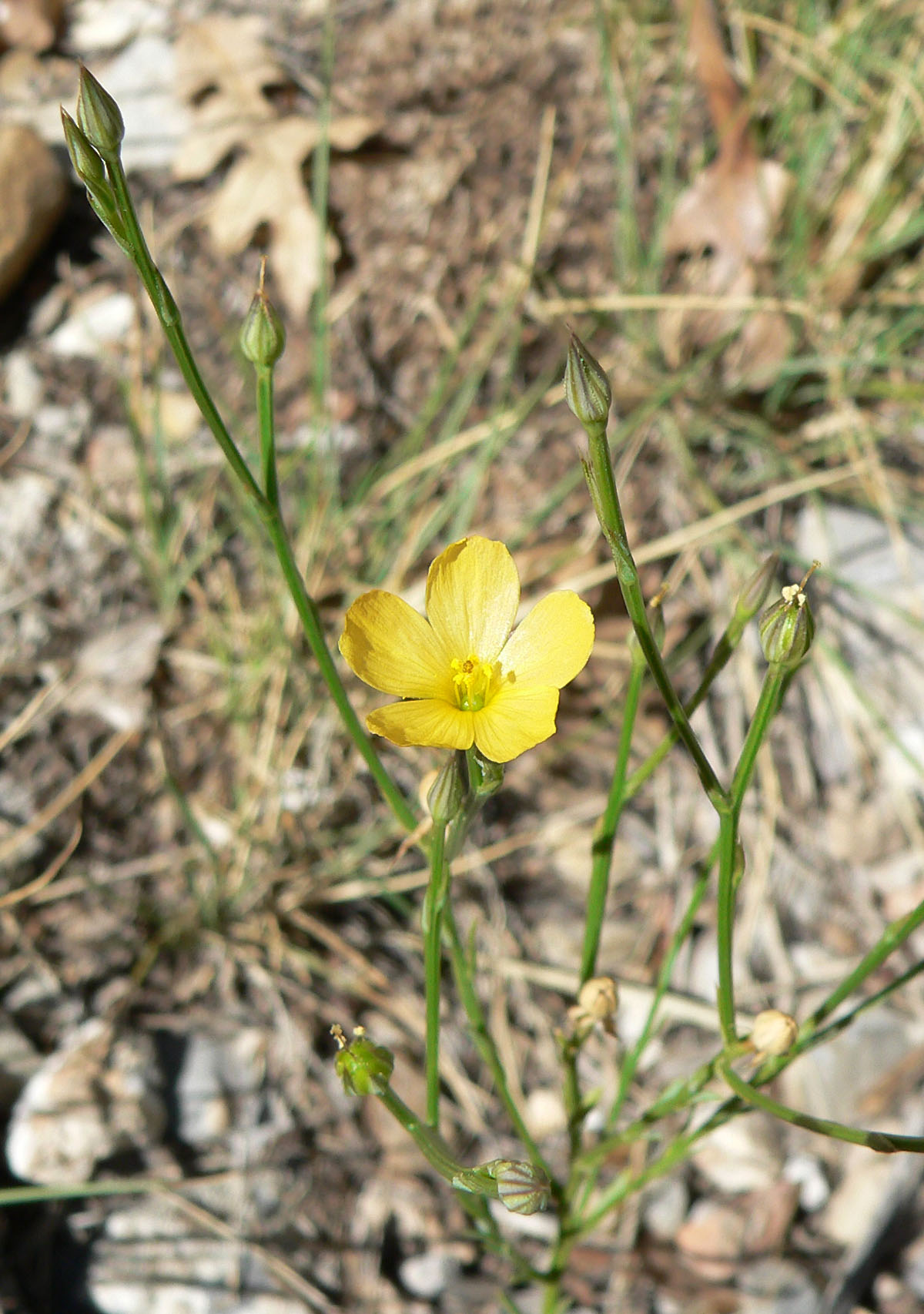
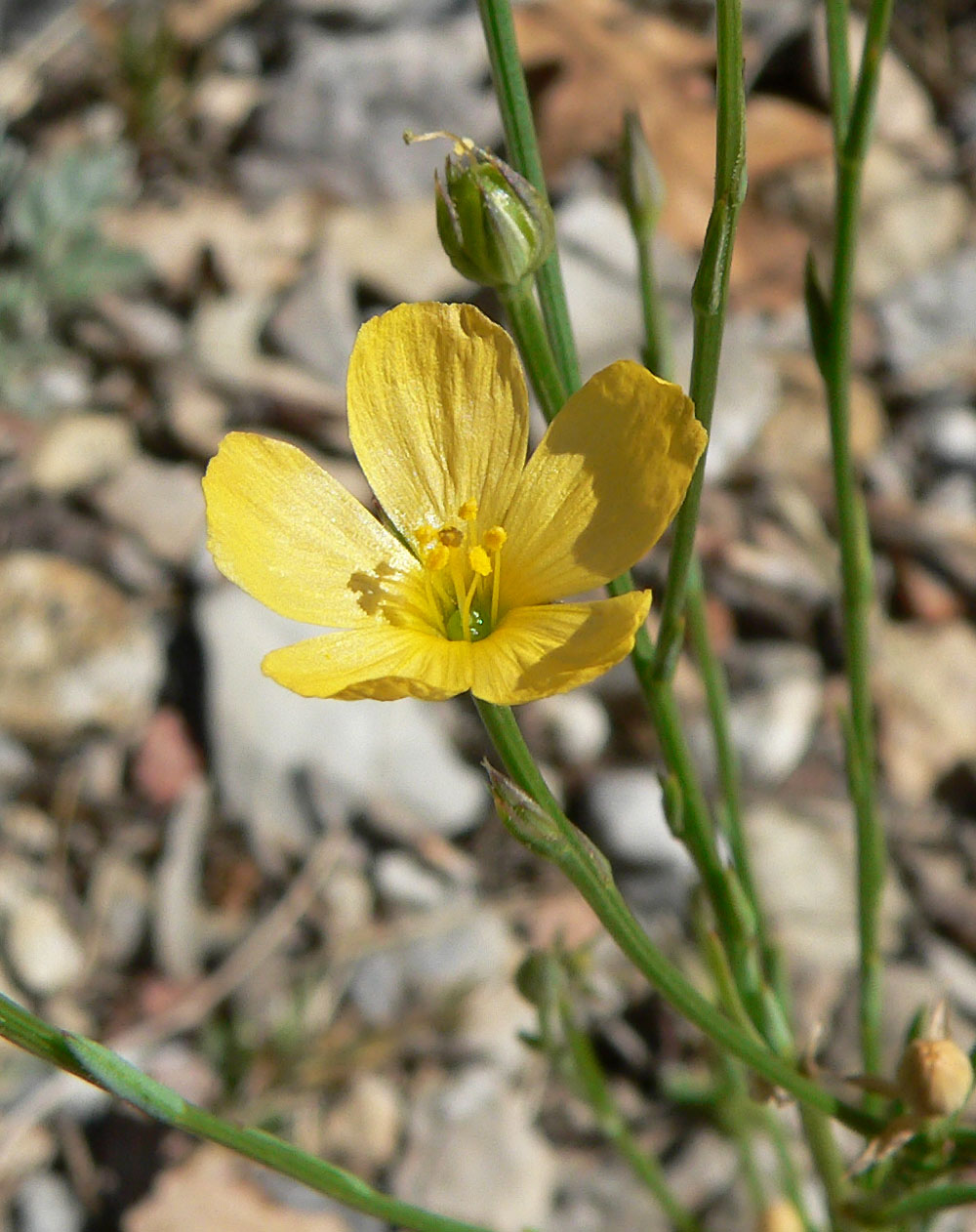
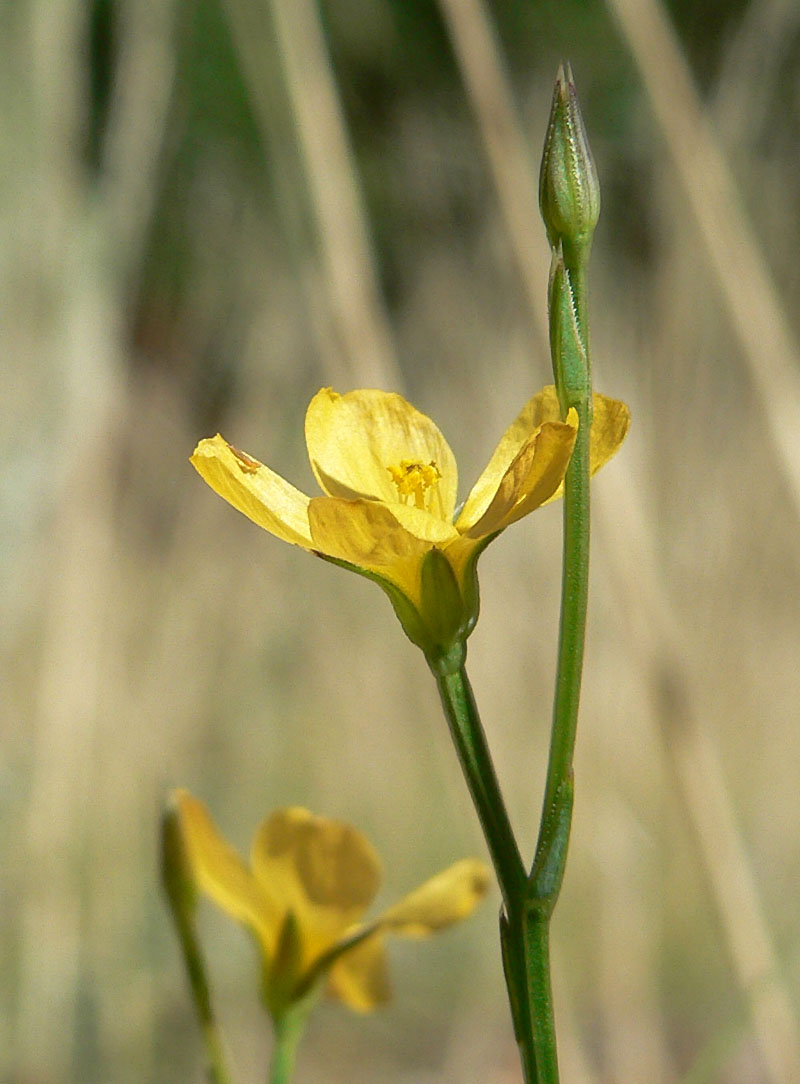
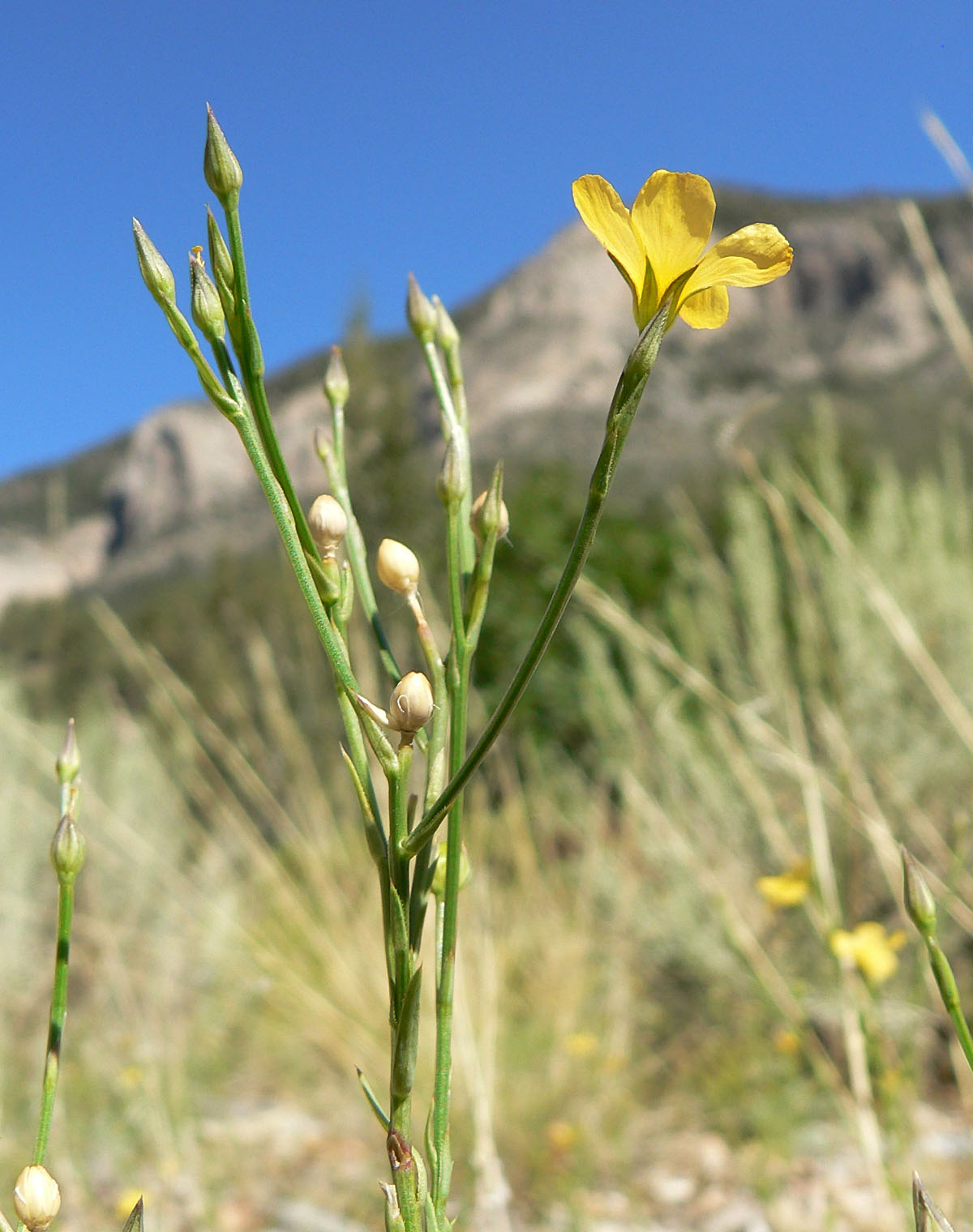